# Жегалин, Иван Кузьмич
Ива́н Кузьми́ч Жега́лин (22 августа 1906, с. Синодское, Вольский уезд, Саратовская губерния, Российская империя — 13 апреля 1984, Москва, СССР) — советский партийный и государственный деятель, заместитель министра тракторного и сельскохозяйственного машиностроения СССР, дипломат. Чрезвычайный и полномочный посол (1960).

## Биография
Родился 22 августа 1906 в селе Сенодское в русской рабочей семье, с 14 лет работал на железной дороге помощником слесаря, счетоводом. В 1929 году окончил техникум НКПС СССР в Ашхабаде; в период обучения вступил в ВКП(б) (1926). Работал машинистом, заместителем начальника депо 3-го эксплуатационного района Оренбургской железной дороги (1929—1933), инструктором Оренбургского горкома партии (1933), затем — директором, главным инженером завода имени Чкалова (1933—1937, Киров). В этот период окончил Уфимский индустриальный институт (1936). В 1937—1939 годах — секретарь, технический руководитель ремонтной базы весоизмерительных приборов (Чкалов).
С 1939 года — на партийной работе в Чкаловской области; в 1941—1945 годах — секретарь, заместитель секретаря Чкаловского обкома ВКП(б). В 1945—1947 годах — первый секретарь Красноводского обкома КП(б) Туркменистана.
В 1947—1949 годах — третий секретарь, секретарь, второй секретарь Ростовского обкома ВКП(б); в этот период окончил заочно Высшую партийную школу при ЦК ВКП(б) (1948).
В 1949 году, после пребывания в должности инспектора ЦК ВКП(б), назначен первым секретарём Грозненского обкома ВКП(б) (с 1952 — КПСС). В 1955 году был отозван в аппарат ЦК КПСС, после чего в том же году назначен первым секретарём Сталинградского обкома КПСС.
В 1960—1965 годах — чрезвычайный и полномочный посол СССР в Румынии (вручение верительных грамот состоялось 27 января 1961), после чего занимал должность заместителя министра тракторного и сельскохозяйственного машиностроения СССР (1966—1974).
Делегат XIX, XX, XXI и XXII съездов КПСС, где избирался членом ЦК КПСС (14.10.1952 — 29.3.1966). Депутат Совета Союза Верховного Совета СССР 3-го (от Грозненской области; 1950—1954), 4-го (от Грозненской области; 1954—1958) и 5-го созывов (от Сталинградской области; 1958—1962).
В 1974 году вышел на пенсию. Похоронен в Москве на Новодевичьем кладбище.

## Награды
- два ордена Ленина

1. 12 сентября 1956 — в связи с 50-летием со дняя рождения и отмечая заслуги перед Советским государством[3][4]

- два ордена Трудового Красного Знамени (11 апреля 1947, …)[2]
- медали:
  - «За доблестный труд в Великой Отечественной войне 1941—1945 гг.»
  - «За освоение целинных земель»[2].